# 723chatoNne ⤴︎
723chatoNne⤴️（ナツミシャトンヌ）は、ソロアーティストで沖縄県出身。現在はアーティスト、Tiktokerとして活動する。

## 来歴
幼い頃からの夢であった歌手になることを目指し、単身上京。上京後、モデル、グラビア、アイドルユニットと幅広く活動していた。

### 2018年
12月
前事務所との契約満了を機に独立。

### 2019年
2月28日
喪服シンガー「723chatoNne⤴️（ナツミシャトンヌ）」としてソロデビュー。
7月
1stミニアルバム『愛の賞味期限なんてとっくに過ぎてる』より『待って待ってちょっと待って』のMVを配信開始。
27日、1stワンマンライブ開催。同日、1stミニアルバム『愛の賞味期限なんてとっくに過ぎてる』を物販にて販売開始。

### 2020年
2月
2ndミニアルバム『裏切りの爪痕』のレコ発ワンマンライブを開催。その物販にて2ndミニアルバムを販売開始。
2ndミニアルバム『裏切りの爪痕』より『裏切りの爪痕』のMVを配信開始。本人が企画から立ち会った今作はその映像美も話題となった。
4月
オフィシャルファンクラブ開設。

### 2021年
8月
ライブ『723chatoNne⤴主催ライブ〜殺(サツ)フェスvol.1〜』を主催、毎回様々なシンガーが参加し、以降も約月1回のペースで同ライブを行っている。

### 2023年
1月
4月にデビューするアイドルグループ「ギャンビーノ×2」のメンバーとなることを発表。メンバーカラーは赤を担当、5月5日のshinjuku ALTA iDOL SONICにてデビュー。しかしメンバーのスケジュール調整が困難になったため、10月15日のギャンフェスvol.6をもって活動を終了。
7月
ギャンビーノ×2の明根凛と「#siNRa」（シンラ）を結成、9月24日に新宿Cat's holeで開催された#siNRa BANG SHOW STAGEにてデビュー。

## 人物
アーティスト名である723chatoNne⤴️（ナツミシャトンヌ）は、本名の”ナツミ”の当て字の723と、仔猫っぽい性格と言われることが多いため、仔猫を意味するフランス語”シャトンヌ"を合わせた名前。
⤴️は猫の尻尾を表している。

### 趣味 趣向
ダンス
高校生の頃、学校になかったダンス部を友達とつくるほど夢中になった。
ギター
弾き始めて半年で弾き語りができるようになった。「集中力と頑張りが驚異的」とギターの先生が舌を巻くほどの上達ぶりだった。
好きな食べ物
寿司（中でもネギトロ）、モンブラン（渋皮色の物）。常々「毎食お寿司でも良い」と公言している。食べすぎて気分悪くなった時もあったがそれでも全く懲りる事なく好きらしい。ちなみにお気に入りのぬいぐるみに「ネギトロ」と命名した。
苦手な食べ物
「口の中の水分を持って行かれるもの」。焼き芋、パンやピザの耳、固ゆで卵の黄身等々。好物のモンブランも上に乗っている栗の部分は「水分持って行かれて嫌い」だそう。
その他
「ちびまる子ちゃん」や「クレヨンしんちゃん」が好きである。本人曰く「見てると気持ちが和む」。その反面、喋り声がアニメっぽいと言われることがコンプレックスで、正反対のかっこいい女性に憧れを持つ。そのためか歌声は喋り声とは正反対になった。ステージ上でのカリスマ性と実際話した時の無邪気さとのギャップに驚く人が多い。本人は「二重人格」と言っている。都市伝説系の夢のある話が好き。

### 特技
モノマネ（いっこく堂、K-POPアイドルの日本語MC）、I字バランス

### 音楽性
音楽的ルーツは親が好んで聴いてきた曲の影響から歌謡曲。それを中心に洋邦ROCK＆POP、クラシック、K−POP等々気に入れば何でも聴く雑食系。突然村下孝蔵、BLACKPINK、ELTON JOHN、果てはスタンダードの「FLY ME TO THE MOON」を口ずさみ、その選曲の振り幅にスタッフを唖然とさせることもしばしば。
ソロデビューしてからは、都内を中心としたライブ、楽曲制作、レコーディング等を精力的にこなしている。
ソロプロジェクト立案に際し「コンセプトをしっかり決めた世界観を大事にしたステージを作りたい」という本人の意向をもとに、音楽プロデューサー、スタッフとの話し合いの結果、全曲"クラシックモチーフ”とした楽曲に”殺意”をテーマとした歌詞を融合させるというスタイルにまとまった。またそのイメージに伴い衣装を”喪服”とし、”喪服シンガー”というキャッチコピーも決定した。ちなみにオープニングMCでは「ライブ」を「弔いの宴」と称しその世界観をより具現化している。
デビュー後は、それと並行しテレビ、ラジオ、雑誌等メディアへの露出も増加。コロナ禍での活動制限がある中でPococha、ツイキャス等の配信トーク＆ライブやYou Tuberとしての活動にも力を入れている。またTikTokにアップした自身の動画は100万回再生を突破した動画もあり現在9万人を達成している。これら全て「ライブで直接会えない分どんな事をしてもみんなと繋がっていたい」という強い思いからの本人企画〜発信のコンテンツである。

## 出演履歴

### テレビ、ラジオ出演
- 「アイドルの穴」(日本テレビ)
- ポシュレデパート(日本テレビ)[エンディングテーマ担当]
- 「真夜中のおバカ騒ぎ」(TOKYOMX)
- 「菊地亜美のキリウリアイドル」(TOKYOMX)
- 「つんつべ♂バク音」(TOKYOMX)
- 「メンズスタイル」(TOKYOMX)
- 「恋を止めないで」(FM横浜)
- 「アーティスト応援部」(渋谷クロスFM)

### 書籍・雑誌
- 「ViVi magazine」講談社
- 「日経エンターテインメント」日経BP社
- 「アサヒ芸能」徳間書店
- 「振袖大好き！」世界文化社
- 「マンガで使えるポーズ集」 コスミック出版
- 「Top Yell」竹書房
- 「ライブアイドル図鑑 」オークラ出版
- 「フリージアとショコラ」オークラ出版
- 「デジタルカメラマガジン」インプレスブックス
- 「Black Box」マイウェイ出版

### 舞台出演
- マツモトカズミ プロデュース公演「読モの掟!2016」大道寺役
- 水先案内人役（Wキャスト）

### モデル
- 「LINE」（アドモデル）
- 「BREAK GIRLS FESTIVAL」（ファッションショー）
- 「パチスロバビロン天空の黄金伝説」（パネルモデル）

### ナレーション
「交通安全ビデオ」東京都トラック協会